# Pobedim
Pobedim és un poble i municipi d'Eslovàquia que es troba a la regió de Trenčín.

## Història
La primera menció escrita de la vila es remunta al 1355.

## Demografia
| Godina             | 1994 | 2004   | 2014   | 2024   |
| ------------------ | ---- | ------ | ------ | ------ |
| Nombre de persones | 1231 | 1218   | 1177   | 1111   |
| Diferència         |      | −1,05% | −3,36% | −5,60% |

| Godina             | 2023 | 2024   |
| ------------------ | ---- | ------ |
| Nombre de persones | 1128 | 1111   |
| Diferència         |      | −1,50% |